# Anurida granaria
Anurida granaria is een springstaartensoort uit de familie van de Neanuridae. De wetenschappelijke naam van de soort is voor het eerst geldig gepubliceerd in 1847 door Nicolet.